# Movimento Politico
Le Movimento Politico ou M.P était une organisation d'extrême droite formée à Grottaferrata en 1984, dirigée par Maurizio Boccacci. Il a été démantelé en 1993, à la suite de l'entrée en vigueur de la loi Mancino.

## Organisation
Le M.P était le précurseur du Movimento Politico Occidentale, une formation de matrice nationale-révolutionnaire fondée en 1984 à Grottaferrata par un groupe d'anciens combattants issus des premières expériences de l'avant-garde nationale puis de la section romaine de FUAN dans Via Siena, et du Dart, ou une division du mouvement de la jeunesse du MSI né à la fin des années 1980 dans le but de créer une agrégation à travers les codes de la culture pop et en particulier du rock, autour duquel est né le courant du Rock anticommuniste et le groupe Intolleranza est né , dont l’histoire est inextricablement liée à l’histoire même de cette scène musicale à Rome.
Ainsi, le M.P tout court est né de l’union de ces organisations, le seul groupe à pouvoir pleinement maîtriser le phénomène émergent de ces années, les skinheads dans la région romaine.
Composé d'environ 400 membres, son objectif était d'orienter politiquement le mouvement skinheads d'extrême droite en lui fournissant une base idéologique. Les militants, se référant au fascisme.
La caractéristique du groupe est la même, le « crochet » ou « dent du loup » était déjà un symbole de Terza Posizione.
Les thèses politiques portaient sur la lutte contre l'immigration, la défense de la race, de solides relations avec les autres groupes d'extrême droite de la péninsule et une activité bien ancrée dans le monde de la route.
Porte-parole des skinheads d'extrême droite de la capitale, MP et son propre chef, Boccacci, sont de plus en plus impliqués dans des épisodes de violence politique.
Le chef politique du groupe était Maurizio Boccacci, considéré comme l'une des personnalités de la droite extraparlementaire italienne. Militant dans les années 1970 du MSI et de la FUAN, il a ensuite rejoint l’avant-garde nationale, un camarade de classe de Valerio Fioravanti, syndicaliste du CISNAL, membre fondateur des Noyaux armés révolutionnaires et instructeur de boxe.
En 1984, il fonda le Movimento Politico Occidentale à Grottaferrata, dont il dirigea jusqu'à la dissolution par décret de 1993. Le passé avec la justice de Boccacci part de l'agression à Grottaferrata contre un jeune homme de gauche le 1er février 1993, dont il était tenu pour responsable.
Le 16 avril 1994, il a dirigé cent skinheads néonazis lors de l'assaut du centre social Break Out à Primavalle, à Rome. Le 14 mai 1994, il a tenu une réunion à Vicence. Il est présent le dimanche 20 novembre 1994 au stade de Brescia lors d'affrontements entre partisans et forces de police ayant entraîné la mort de l'adjoint du chef Giovanni Selmin. Arrêté pour les faits de Brescia, le 7 décembre 1995, il fut inculpé de « rébellion », de « blessures graves », de « port d'armes », de « manifestations fascistes » et d'autres chefs d’accusation. Il est condamné à 4 ans et 2 mois. En 1997, alors qu'il visitait le Palazzo di Giustizia de Piazzale Clodio, il attaqua un brigadier pour protester contre le procès des frères Ovidi.
Dans la nuit du 10 au 11 décembre 1995, il fut arrêté alors qu'il posait des affiches portant les mots « Libérer Priebke », du nom d’un capitaine SS condamné. Le 3 juin 1996, il organisa une manifestation de solidarité pour Priebke devant le tribunal de Rome, où se déroule le procès du hiérarque. Il se déclare « soldat fasciste sans compromis ». Ses derniers exploits politiques concernent le mouvement Militia Rome, qui fait référence aux principes cardinaux de son militantisme politique. Boccacci en 2008 était impliqué et dénoncé pour certaines banderoles signées Militia Roma, contre Gianfranco Fini et Israël. Également en 2008, il a lui-même admis devant les Digos de Rome qu'il avait apposé sa signature derrière les banderoles contre le maire de Rome, Gianni Alemanno et le président de la communauté juive Riccardo Pacifici.
Il est responsable et dirigeant du groupe d'extrême droite romain Militia. Le 14 décembre 2011, il a été arrêté avec quatre autres personnes pour incitation à la haine raciale.

## Le Network Nero
Dans les années 1990, le Movimento Politico Occidentale a rejoint, avec Azione Skinhead et le Veneto Fronte Skinheads, le mouvement skinhead d'extrême droite italien. En 1991, il rejoint le Network Nero de la base autonome, dissoute en 1993 sous la loi Mancino.
Le siège du mouvement de la Via Domodossola semble avoir été fermé en mai 1993, après avoir subi en 1992 les ravages causés par des juifs romains à la suite de l'apposition anonyme d'étoiles de David sur les volets des magasins du ghetto de Rome.